# حبس روانپزشکی کریستوفر اسمارت

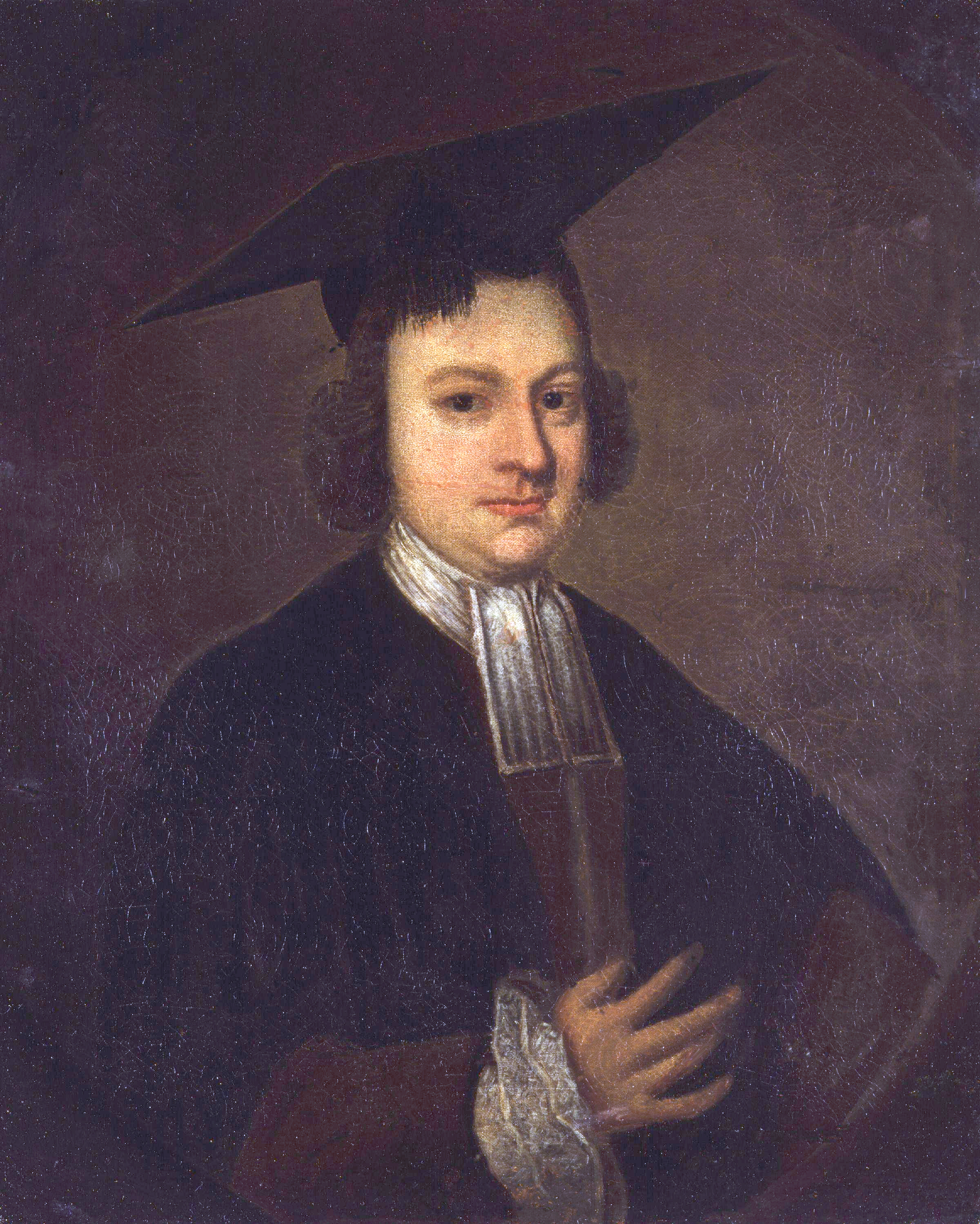
کریستوفر اسمارت

شاعر انگلیسی کریستوفر اسمارت (۱۷۲۲–۱۷۷۱) از می ۱۷۵۷ تا ژانویه ۱۷۶۳ در آسایشگاه‌های روانی محبوس بود. اسمارت در ۶ مه ۱۷۵۷ در بیمارستان سنت لوک برای دیوانگان، مورفیلدهای بالایی، لندن بستری شد. او توسط پدرشوهرش، جان نیوبری، به آنجا برده شد، اگرچه ممکن است قبل از آن در یک دیوانه خانه خصوصی محبوس شده باشد. در حالی که در سنت لوک او بره شادی کن و آهنگی برای دیوید را نوشت، این اشعار به عنوان بزرگ‌ترین آثار او شناخته شدند. اگرچه بسیاری از معاصران او موافق بودند که اسمارت «دیوانه» است، اما گزارش‌های مربوط به وضعیت او و پیامدهای آن متفاوت بود و برخی احساس می‌کردند که او ناعادلانه مرتکب شده‌است.
اسمارت زمانی که در سنت لوک بود به عنوان «غیرقابل درمان» تشخیص داده شد، و زمانی که بودجه آنها برای مراقبت از او تمام شد، او به آسایشگاه آقای پاتر، بتنال گرین منتقل شد. تنها چیزی که از سال‌های حبس او می‌دانیم این است که شعر می‌سرود. انزوای اسمارت باعث شد تا ژانرهای شعری قرن هجدهم را که آثار قبلی او را مشخص کرده بودند، کنار بگذارد و شعرهای مذهبی مانند «بره شادی کن» بنویسد. اشعار پناهندگی او تمایل به «وحی بدون واسطه» را آشکار می‌کند، و ممکن است که خودارزیابی یافت شده در شعر او بیانگر مسیحیت انجیلی باشد.
منتقدان اواخر قرن هجدهم احساس کردند که جنون اسمارت آنها را در نادیده گرفتن آهنگ او برای دیوید توجیه می‌کند، اما در طول قرن بعد رابرت براونینگ و معاصرانش وضعیت او را منشأ نبوغ او می‌دانستند. تا اینکه در قرن بیستم، با کشف مجدد جوبیلات آگنو (که تا سال ۱۹۳۹ منتشر نشد)، منتقدان در مورد اسمارت تجدید نظر کردند و او را به عنوان یک شاعر انقلابی، هدف احتمالی طرحی از سوی پدرشوهرش دیدند. یک ناشر، تا او را ساکت کند.

## زمینه
اسمارت در زمان بحث و گفتگو در مورد ماهیت جنون و درمان آن به پناهگاه‌ها محدود شد. در طول قرن هجدهم، جنون «هم برای آشکار کردن حقیقت درونی و هم محکوم به سکوت و طرد شدن به عنوان چیزی غیرقابل درک توسط عقل و در نتیجه تهدیدی برای جامعه و بشریت بود.» معمولاً این بیماری غیرقابل درمان بود و هرکسی که به آن مبتلا بود باید از جامعه جدا شود. پزشک ویلیام باتی - که بعدها اسمارت را درمان کرد - نوشت:
[ما] متوجه می‌شویم که جنون برخلاف نظر برخی افراد بی‌فکر، به اندازه بسیاری از بیماری‌های دیگر قابل کنترل است، که به همان اندازه وحشتناک و سرسخت هستند، و در عین حال غیرقابل درمان به نظر نمی‌رسند، و به هیچ وجه نباید چنین اشیاء ناراحت‌کننده ای رها شود، خیلی کمتر در زندان‌های نفرت‌انگیز به عنوان جنایتکار یا مزاحم برای جامعه محبوس شود.
به ویژه، باتی جنون را به عنوان «تخیل فریب خورده» تعریف کرد. با این حال، او توسط سایر پزشکان، مانند جان مونرو، که در بیمارستان بیت لحم کار می‌کرد، مورد انتقاد قرار گرفت. مونرو در اظهارات خود در مورد رساله جنون باتی توضیح داد که آنهایی که دیوانه بودند برداشت درستی داشتند، اما توانایی قضاوت صحیح را نداشتند. اگرچه مونرو ایده‌های اصلاحی را ترویج می‌کرد، اما درمان پیشنهادی او - ضرب و شتم بیماران - به همان اندازه که گزینه ترجیحی باتی، یعنی جداسازی کامل بیماران از جامعه، با بیماران سخت بود.
در سال ۱۷۵۸، باتی و دیگران استدلال کردند که کسانی که «دیوانه» تلقی می‌شوند تحت سیستم پناهندگی بریتانیا مورد سوء استفاده قرار می‌گیرند و آنها برای اقدام پارلمانی فشار می‌آوردند. رساله باتی در مورد جنون بر مشکلات برخورد با بیمارستان‌ها به عنوان جاذبه‌های گردشگری و اقدامات تنبیهی علیه بیماران تأکید کرد. بحث‌های باتی و دیگران منجر به تصویب قانون تنظیم خانه‌های مجنون خصوصی (۱۷۷۴) شد، اما برای کمک به اسمارت خیلی دیر بود.
با این حال، منتقدان مدرن دیدگاه بدبینانه تری نسبت به استفاده قرن هجدهم از اصطلاح «دیوانگی» هنگام تشخیص بیماران دارند. روان‌پزشک توماس ساسز ایده جنون را خودسرانه و غیرطبیعی می‌دانست. فیلسوف میشل فوکو، با موافقت با موضع ساس، تأکید کرد که در قرن هجدهم از پناهگاه‌ها برای حمله به دیدگاه‌های مخالف استفاده می‌شد و ایده دیوانگی به‌جای یک وضعیت پزشکی مشروع، ترسی فرهنگی در بین مردم بریتانیا بود. فوکو به ویژه قرن هجدهم را زمان «حبس بزرگ» می‌دانست. این توصیف با نوشته‌های اسمارت در دهه ۱۷۶۰ در مورد این موضوع سازگار است که در آن، به گفته توماس کیمر، «مقوله جنون به شدت نسبی شده‌است، و به نظر می‌رسد چیزی بیشتر از اختراع جامعه ای است که به‌طور استراتژیک نگران بی‌اعتبار کردن تمام گفته‌ها یا رفتارهایی است که تهدید می‌کند. منافع و هنجارهای آن."
درمان بیماران بستری در قرن هجدهم ساده بود: آنها باید روزانه با یک رژیم غذایی سبک از نان، بلغور جو دوسر، مقداری گوشت یا پنیر و مقدار کمی آبجو تغذیه می‌شدند که برای رفع نیازهای غذایی روزانه ناکافی بود. آنها از تماس با افراد خارجی، از جمله اعضای خانواده خودداری کردند. و آنها از دسترسی به چیزی که علت جنون آنها تلقی می‌شد محروم می‌شدند (این علل از الکل و غذا تا کار در بیرون را شامل می‌شد). اگر اعمال آنها «تازه و بدون علت قابل انتساب» ظاهر می‌شد، وضعیت آنها به عنوان جنون «اصلی» و غیرقابل درمان تلقی می‌شد. موسسه‌ای مانند سنت لوک که توسط باتی اداره می‌شود، هم بیماران «درمان‌پذیر» و هم «لاعلاج» را نگهداری می‌کرد. مکان‌های کمی برای درمان رایگان برای بیماران وجود داشت و بسیاری از آنها پس از یک سال آزاد شدند تا جایی برای پذیرش‌های جدید فراهم شود.

## پناهندگی
در طول دهه ۱۷۴۰، اسمارت در دوران دانشجویی در کالج پمبروک، کمبریج، اشعار بسیاری را منتشر کرد. او سرانجام در سال ۱۷۴۹ دانشگاه را ترک کرد تا وقت خود را به شعر اختصاص دهد. در سال ۱۷۵۰، اسمارت شروع به آشنایی با خیابان گراب، منطقه نویسندگی لندن کرد و با جان نیوبری، ناشر آشنا شد. اندکی پس از آن، نیوبری شروع به انتشار آثار اسمارت در مجلات و مجموعه‌های مختلف، از جمله اشعار در چند مورد (۱۷۵۲) کرد. از میان این آثار، اسمارت به خاطر اشعار برنده جایزه سیتونین، شعر شبانی‌اش باغ هاپ و حماسه ساختگی‌اش هیلیاد شناخته شد. اسمارت در سال ۱۷۵۲ با دختر نیوبری، آنا ماریا کارنان ازدواج کرد و تا سال ۱۷۵۴ دو دختر از او داشت اگرچه بسیاری از آثار اسمارت بین سال‌های ۱۷۵۳ و ۱۷۵۵ منتشر شد، اما او پول کمی برای تأمین مخارج خانواده‌اش داشت. در پایان سال ۱۷۵۵، او ترجمه آثار هوراس را به پایان رساند، اما حتی آن نیز درآمد کمی داشت. اسمارت که هیچ انتخاب دیگری نداشت، در نوامبر ۱۷۵۵ قراردادی ۹۹ ساله برای تولید یک مقاله هفتگی با عنوان بازدیدکننده جهانی یا یادبود ماهانه امضا کرد و فشار نوشتن باعث شد که سلامت اسمارت بدتر شود.
در ۵ ژوئن ۱۷۵۶، نیوبری، پدر همسر اسمارت، بدون اجازه، سرود اسمارت به خدای متعال را منتشر کرد، شعری که از خدا برای بهبودی از نوعی بیماری، احتمالاً یک «حالت روانی آشفته» سپاسگزاری می‌کند. در طول بیماری، اسمارت احتمالاً در خانه نیوبری محبوس بود و قادر به نوشتن یا فعالیت اجتماعی نبود. به دلیل همدردی با اسمارت، بسیاری از دوستانش، از جمله نویسنده و منتقد ساموئل جانسون، شروع به نوشتن در یونیورسال ویزیتر کردند تا به تعهد قراردادی اسمارت برای تولید محتوا برای مجله عمل کنند. انتشار سرود بر حق تعالی سرآغاز وسواس اسمارت نسبت به دین و در نهایت محبوس شدن برای جنون بود، زیرا او شروع به دعای «بی وقفه» کرد.
رفتار اسمارت احتمالاً تحت تأثیر دستور قدیس پل در نامه اول به تسالونیکیان مبنی بر «دعا بی وقفه» و روح دعا اثر ویلیام لاو بوده‌است، که استدلال می‌کند که حالت دائمی دعا ارتباطی با خدا برقرار می‌کند. اسمارت با خواندن نماز در فواصل منظم شروع کرد، اما این به آرامی تبدیل به نمازهای نامنظم شد که در آن او فعالیت‌های دوستانش را قطع می‌کرد و آنها را به خیابان فرا می‌خواند تا با او نماز بخوانند. این دعوت‌ها برای دعای عمومی ادامه یافت تا اینکه اسمارت بعداً در جوبیلات آگنو آن را توصیف کرد: «زیرا من در پارک سنت جیمز خدا را برکت دادم تا اینکه تمام شرکت‌ها را از بین بردم. . . زیرا افسران صلح با من اختلاف دارند و دیده‌بان با عصای خود مرا می‌زند» (ubilate Agno B 90-91).
کریستوفر هانتر، زندگی‌نامه نویس و برادرزاده اسمارت، این وضعیت را شرح داد:
اگرچه ثروت و همچنین قانون اساسی آقای. اسمارت نهایت دقت را می‌طلبید، او در مدیریت هر دو به همان اندازه سهل انگاری می‌کرد، و شرمساری‌های مختلف و مکرر او که بر اساس تخیلاتی که به‌طور غیرمعمولی داغ بود، بیگانگی‌های موقتی در ذهن ایجاد می‌کرد. که در نهایت با هجوم‌های خشن همراه شد و ادامه یافت که حبس را ضروری می‌کرد.
هانتر گزارش می‌دهد که ساموئل جانسون در دوران حبس اسمارت از اسمارت دیدن کرد و این جانسون بود که «در اولین رویکردهای بیماری آقای اسمارت، چندین مقاله برای یک نشریه ادواری نوشت که در آن آقای اسمارت نگران بود.» با این حال، اسمارت هرگز خود را دیوانه نمی‌دانست. این جلسات قبل از اینکه اسمارت به پناهندگی پناهنده شود آغاز شد، زیرا او همچنان، هرچند نه چندان قابل توجه، به یونیورسال ویزیتر کمک کرد. جانسون در شوخی در مورد نوشتن برای یونیورسال ویزیتر، ادعا کرد: "برای اسمارت بیچاره، در حالی که دیوانه بود، اما نمی‌دانست چه شرایطی برای نوشتن در نظر گرفته‌است… امیدوارم عقلش به او برگردد. مال من به من بازگشت و من دیگر در "بازدید کننده جهانی" ننوشتم."
احتمالات دیگری فراتر از جنون یا شور مذهبی وجود دارد که ممکن است منجر به حبس اسمارت شده باشد: نیوبری ممکن است از زندانی شدن دامادش به عنوان اهرمی برای کنترل انتشار آثار اسمارت و هشداری برای دیگرانی که برای او کار می‌کردند استفاده کرده باشد. برای عبور از او نظریه دیگری نشان می‌دهد که اعمال اسمارت در نتیجه الکل بوده و هیچ ارتباطی با عدم تعادل روانی نداشته‌است. با این حال، اسمارت ممکن است به دلیل شرمساری پدرشوهرش به نوعی زندانی شده باشد که می‌تواند ناشی از حادثه ای باشد که اسمارت در آن مشروب می‌نوشیده‌است. هستر تریل این احتمال اخیر را زمانی تقویت کرد که ادعا کرد «شور مذهبی» اسمارت با زمان‌هایی که اسمارت مست شده بود همزمان می‌شود. شهادت خود اسمارت مبنی بر اینکه او «خدا را در پارک سنت جیمز متبرک کرد تا زمانی که همه شرکت‌ها را نابود کردم» (Jubilate Agno B 90-91) به عنوان نشان دهنده جنون مذهبی او به همان اندازه نادیده گرفته می‌شود که ناشی از نوشیدن الکل است، زیرا او به دلیل شوخی و شوخی معروف بود. هیئت دولت گرین کلوت، ارگان دولتی که پارک سنت جیمز را کنترل می‌کرد، اکثر اختلالات در پارک را ناشی از جنون می‌دانست. اگر اسمارت در نتیجه اقدامات انجام شده در سنت جیمز به آسایشگاه منتقل می‌شد، تنها او نبود، زیرا سوابق نشان می‌دهد که هیئت مدیره پارچه سبز مسئول پذیرش شانزده نفر در بیمارستان بتلم به دلیل «دیوانگی» در سنت جیمز بود. پارک در طول قرن قبل از قرار دادن اسمارت در سنت لوک.
رویدادهای خاص حبس اسمارت ناشناخته است. او ممکن است قبل از سنت لوک در یک دیوانه خانه خصوصی بوده باشد و بعداً تا زمان آزادی از سنت لوک به آسایشگاه آقای پاتر نقل مکان کرد. در سنت لوک، او از «درمان پذیر» به «لاعلاج» تبدیل شد و به دلایل مالی به پناهگاه آقای پاتر منتقل شد. در دوران حبس اسمارت، همسرش آنا رفت و بچه‌ها را با خود به ایرلند برد. هیچ سابقه ای وجود ندارد که او هرگز او را دوباره دیده باشد. انزوای او او را به نوشتن شعر مذهبی سوق داد و ژانرهای سنتی قرن هجدهم را که نشانه شعر قبلی او با نوشتن Jubilate Agno بود، کنار گذاشت.
اسمارت در طول مدتی که در پناهندگی بود، خود را مشغول یک مراسم روزانه شعر نوشتن بود. این تکه‌های غزل سرانجام او را به نام «آگنو» و «آهنگی برای دیوید» تشکیل دادند. اسمارت ممکن است به نوشتن شعر به عنوان راهی برای تمرکز ذهن یا خود درمانی روی آورده باشد. اگرچه منتقدان قرن بیستم بحث می‌کنند که آیا خودآزمایی شاعرانه جدید او بیانگر مسیحیت انجیلی است یا خیر، شعر او در دوران انزوای او تمایل به «وحی بدون واسطه» از سوی خدا را نشان می‌دهد. یک «نور درونی» وجود دارد که به عنوان یک نقطه کانونی برای اسمارت و اشعار او که در دوران حبس او سروده شده‌است عمل می‌کند و آن نور درونی او را به خدای مسیحی متصل می‌کند.

### بیمارستان سنت لوک برای دیوانگان

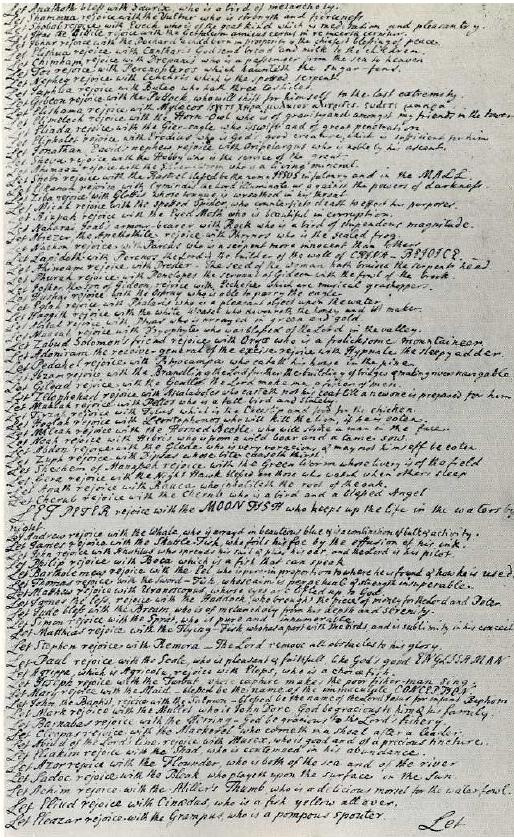
صفحه ای از «بره شادی کن» که در پناهندگی نوشته شده‌است

جزئیات کمی در مورد دوران اسمارت در بیمارستان سنت لوک برای دیوانگان شناخته شده‌است. او در ۶ مه ۱۷۵۷ به عنوان "بیمار قابل درمان" در سنت لوک بستری شد. ممکن است اسمارت به دستور نیوبری به خاطر بدهی‌های قدیمی و رابطه ضعیفی که بین این دو وجود داشت، محدود شده باشد. نیوبری قبلاً در مجموعه شعرهای زیبا برای سرگرمی کودکان شش فوتی، بی‌اخلاقی اسمارت را مسخره کرده بود. صرف نظر از دلایل دقیق نیوبری، شواهدی وجود دارد که نشان می‌دهد پذیرش اسمارت توسط نیوبری در آسایشگاه روانی مبتنی بر جنون نبوده‌است. برای اینکه اسمارت اعتراف کند، نیوبری احتمالاً رشوه کوچکی ارائه کرد، اگرچه رشوه برخلاف سیاست سنت لوک بود.
اطلاعات کمی در مورد وضعیت اسمارت در طول اقامتش در سنت لوک وجود دارد، احتمالاً به این دلیل که باتی از ملاقات بیماران خود، از جمله توسط اعضای خانواده خود، خودداری کرده‌است. یکی از معدود رکوردهایی که از دوران اسمارت در سنت لوک باقی مانده‌است، مدخلی در کتاب دقیقه سنت لوک بود که چنین بود:
۱۲ مه ۱۷۵۸ دکتر. باتی با این کمیته آشنا شده‌است که کریستوفر اسمارت (که در روز ششم مه ۱۷۵۷ بستری شد) همچنان در حواس خود آشفته‌است، با وجود اینکه بیش از ۱۲ ماه تقویمی در این بیمارستان بستری شده‌است و از شرایط کنونی مورد او کافی نیست. دلیلی برای انتظار بهبودی سریع او و تربیت و معاینه شدن او. سفارش داده شده. اینکه او مرخص شود و اخطاریه ای به اوراق بهادارش ارسال شود تا او را ببرند.
در دوران حبس اسمارت در سنت لوک، حتی سایر پزشکان هم اجازه نداشتند اسمارت را ببینند مگر اینکه اجازه شخصی از باتی دریافت کرده باشند. بعید بود که اسمارت بدون اینکه توسط باتی آزاد شود، پناهگاه را ترک کند. حتی اگر اسمارت تلاش می‌کرد تا از طریق راه‌های قانونی آزادی را به دست آورد، قوانین احضاریه برای آزادی بر اساس سیستمی که باتی داشت، که فرد را از هر گونه تماسی جدا می‌کرد، تقریباً غیرممکن بود. در نهایت اسمارت «غیرقابل درمان» تشخیص داده شد و به دلیل کمبود بودجه توسط بیمارستان مرخص نمی‌شد.

### دیوانه خانه آقای پاتر
زیرا من گربه جفری خود را در نظر خواهم گرفت.
زیرا زمانی که کار روزانه او تمام می‌شود، کار او به درستی شروع می‌شود؛ زیرا او در شب در برابر دشمن مراقب خداوند است؛ زیرا او با پوست برقی و چشمان خیره کننده خود با قدرت تاریکی مقابله می‌کند؛ زیرا او با سبقت در زندگی با شیطان که مرگ است مقابله می‌کند؛ زیرا در طالع صبحگاهی خورشید را دوست دارد و خورشید او را دوست دارد؛ زیرا او از قبیله ببر است.
برای گربه کروبی اصطلاح ببر فرشته است؛ زیرا او ظرافت و خش خش مار را دارد که در نیکی آن را سرکوب می‌کند؛ زیرا اگر سیر شود، تباهی نخواهد کرد، و بدون تحریک تف نمی‌دهد.
چون وقتی خدا به او می‌گوید گربه خوبی است، به نشانه شکر خروش می‌کند.

Smart's Jubilate Agno, Fragment B Lines 695, 717–726
اسمارت پس از آزادی از سنت لوک به یک دیوانه خانه خصوصی برده شد. الیزابت لنوآر، دختر اسمارت، برای دیدن پدرش آورده شد و اظهار داشت که او «توسط آقای نیوبری متعهد به مراقبت از آقای پاتر است که خانه ای خصوصی در بتنال گرین داشت». او تجربه خود را به عنوان نگهداری در یک «سالن کوچک تمیز» توصیف کرد. با این حال، دیوانه خانه خصوصی آقای پاتر «خانگی» نبود، و رفتارهای اسمارت بسیار بدتر بود، همان‌طور که او توضیح می‌دهد: «آن‌ها با چنگ‌آهن‌هایشان که ابزاری وحشیانه است، روی من کار می‌کنند، زیرا من بی‌حفاظ‌تر از دیگران» (Jubilate Agno B 129). اسمارت چهار سال تنها ماند، به جز گربه‌اش جفری و گهگاهی گاوکر که برای دیدن کسانی که دیوانه به نظر می‌رسیدند می‌آمد. پیوزی وضعیت کلی اسمارت را اینگونه توصیف کرد: «او هم باهوش بود و هم دانشمند، و در زمانی که برای دیوانگی در حبس بود به ملاقات می‌رفت.» بسیار محتمل است که او در دوران حبس خود احساس «بی خانمان» کرده باشد و مطمئناً احساس کرده‌است که در «لمبو… بین فضای عمومی و خصوصی» از تماشای بیگانگان قرار گرفته‌است.
در لندن، تنها تعداد کمی از آثار او هنوز منتشر می‌شد، اما درآمد حاصل از آن توسط نیوبری گرفته شد. با این حال، اسمارت توانست مجموعه‌ای از آثارش را با نام مستعار «خانم نیمه‌شب» با عنوان خانم منتشر کند. سخنرانی‌های نیمه شب؛ و سایر قطعات منتخب: همان‌طور که در سخنوری در بله بازار، لندن صحبت شد. اسمارت از این کار سودی نبرد، اما توانست حداقل برخی از کارهای قبلی خود را دوباره ببیند که چاپ شده‌است. اسمارت، به گفته زندگی‌نامه‌نویس قرن بیستم خود، آرتور شربو، تنها «خدای خود و شعرش» را داشت. چند تن از دوستان وفادار او سرانجام از رفتاری که اسمارت داشت خسته شدند و او را از دست آقای پاتر آزاد کردند.

### رهایی
اطلاعات کمی در مورد چگونگی و چرایی آزاد شدن اسمارت از پناهندگی وجود دارد، اما دخترش ادعا کرد: "او بهتر شد و برخی از دوستان نادرست که محبت بزرگ آقای نیوبری را در قرار دادن او تحت محدودیت‌های ضروری و مفید تفسیر کردند که احتمالاً در نهایت ممکن است درمان شود. او را به شام دعوت کرد و او دیگر به سلول خود برنگشت. آنچه در مورد وقایع واقعی شناخته شده‌است این است که جان شرات، دوست کریستوفر اسمارت، معتقد بود که حبس اسمارت ناعادلانه است و می‌خواست در مورد آزادی اسمارت مذاکره کند. در ژانویه ۱۷۶۳، او با یک کمیته پارلمانی ملاقات کرد تا در مورد افراد به دروغ زندانی شده و سوء استفاده‌هایی که آنها در پناهگاه‌ها دریافت می‌کردند، بحث کند. به‌ویژه، شرات استدلال می‌کرد که بسیاری به دلیل مسمومیت معمولی بستری شده‌اند که شهرت باتی و سایر پناهجویان را تضعیف می‌کند. یک یافته توسط کمیته پارلمانی که در ۲۷ ژانویه ۱۷۶۳ منتشر شد، شانس شرات را برای آزادی اسمارت تقویت کرد. برای اطرافیانش، اسمارت کاملاً عاقل به نظر می‌رسید و به احتمال زیاد به دلیل قانونی که همزمان در مجلس تصویب می‌شد و از اصلاح مراقبت از بیمار حمایت می‌کرد، آزاد شد. اسمارت در ۳۰ ژانویه ۱۷۶۳. با شرات پناهگاه را ترک کرد.
اسمارت پس از خروج از پناهندگی، دست نوشته‌های ترانه، بسیاری از ترجمه‌های مزامیر و جوبیلات آگنو را برای دیوید برد. آهنگی برای دیوید در ۶ آوریل ۱۷۶۳ منتشر شد. نقدهای تند دنبال شد که به جای پرداختن به اشعار، دوران حضور اسمارت در آسایشگاه را به سخره گرفتند. جوبیلات آگنو در قالب دستنوشته باقی ماند و به دست دوستان ویلیام کاپر، شاعری که در پناهندگی و معاصر اسمارت نیز قرار گرفت، زمانی که مفهوم «دیوانگی» را بررسی کردند، رفت. این اثر تا زمانی که در قرن بیستم توسط ویلیام استید دوباره کشف شد، در دارایی‌های خصوصی ماند. این کتاب تا سال ۱۹۳۹ منتشر نشد که با عنوان شادی در بره: آهنگی از بدلام چاپ شد.

## تحلیل و بررسی
جیمز بوسول، زندگی‌نامه‌نویس ساموئل جانسون، لحظه‌ای را توصیف کرد که چارلز برنی از دوستش جانسون از ایالت اسمارت جویا شد. جانسون قبل از اینکه به برنی توضیح دهد که اقدامات اسمارت که نشانه‌های جنون تلقی می‌شد، واقعاً معقول بودند، از اصطلاح «دیوانگی» برای اظهار نظر در مورد وضعیت جامعه استفاده کرد:
دیوانگی اغلب خود را صرفاً با انحراف غیرضروری از حالت معمول جهان کشف می‌کند. دوست بیچاره من اسمارت با افتادن روی زانو و خواندن نمازش در خیابان یا هر مکان غیرعادی دیگری آشفتگی ذهنش را نشان داد. حالا اگرچه از نظر عقلی، اصلاً نماز نخواندن دیوانگی بزرگتر از این است که مثل اسمارت نماز بخواند، اما می‌ترسم آنقدر زیاد باشند که نماز نمی‌خوانند که درک آنها زیر سؤال نرود.
در مورد این شاعر نگون‌بخت، کریستوفر اسمارت، که در دیوانه خانه محبوس بود، او در زمان دیگری گفت و گوی زیر را با دکتر [چارلز] برنی داشت: برنی. اسمارت بیچاره چطور کار می‌کند، قربان. آیا او احتمالاً بهبود می‌یابد؟ جانسون به نظر می‌رسد که ذهن او دیگر با این بیماری مبارزه نکرده‌است؛ زیرا او بر آن چاق می‌شود. برنی «شاید، قربان، این ممکن است از عدم ورزش باشد.» جانسون 'نه آقا؛ او تا حدودی به اندازه سابق ورزش می‌کند، زیرا او در باغ حفاری می‌کند. در واقع، او قبل از حبس، ورزش می‌کرد تا به خانهٔ آل‌ها راه برود. اما او دوباره «برده شد». من فکر نمی‌کردم او باید ساکت شود. ناتوانی‌های او برای جامعه مضر نیست. او اصرار داشت که مردم با او نماز بخوانند. و من مثل هر کس دیگری با کیت [=کریستوفر] هوشمند دعا می‌کنم. اتهام دیگر این بود که او کتانی تمیز را دوست نداشت. و من هیچ علاقه ای به آن ندارم. جانسون ادامه داد. «انسانها از کار فکری بیزاری زیادی دارند. اما حتی با فرض اینکه دانش به راحتی قابل دستیابی باشد، افراد بیشتری از نادان بودن راضی خواهند بود تا اینکه حتی کمی برای به دست آوردن آن زحمت بکشند.
در مقاله ای که در مجله جنتلمن چاپ شد، هستر پیوزی، آشنای اسمارت و دوست نزدیک جانسون، استدلال کرد که اسمارت در بسیاری از جنبه‌ها عاقل به نظر می‌رسد:
در هر معامله «دیگر» زندگی، عقل هیچ مردی نمی‌تواند منظم تر از هوشمندی اسمارت باشد، زیرا این رواج یک ایده که به‌طور نادرست جایگاه اول را در سر او حفظ می‌کند، به هیچ وجه، جز در چیزی که بلافاصله به خودش مربوط می‌شود، انحرافی نداشت. اصلاً قضاوت او عقاید او مانند گذشته بدون تغییر بود، و به نظر نمی‌رسید که او بیش از هر مرد دیگری در حالت «حواس‌پرتی» قرار بگیرد. کمتر، شاید، زیرا او هر شروع خشونت‌آمیز شور را با دعا آرام می‌کرد.
فراتر از دایره دوستان اسمارت، تعداد کمی حاضر به رد ادعاهایی مبنی بر اینکه اسمارت تحت تأثیر جنون قرار گرفته بود، بودند. اکثر منتقدان ادبی معاصر از دوران پناهندگی اسمارت می‌دانستند و پس از انتشار کتاب «ترانه‌ای برای دیوید»، به جنبه‌هایی از شعر توجه کردند که می‌توانستند از آن برای ادعای اینکه اسمارت هنوز «دیوانه» است استفاده کنند. این دیدگاه به‌طور گسترده‌ای پذیرفته شد و ویلیام میسون شاعر به توماس گری نوشت: «من آهنگ او را برای دیوید دیدم و از آنجا او را دیوانه تر از همیشه کردم.»

### قرن ۱۹
یک قرن پیش از آن بود که یک چرخش مثبت در دوران پناهندگی کریستوفر اسمارت ایجاد شود. رابرت براونینگ، شاعر ویکتوریایی، استدلال کرد که آهنگی برای دیوید عالی بود زیرا اسمارت در آن زمان دیوانه بود. براونینگ در شعر گفتگوها (۱۸۸۷) ادعا کرد:
مسلح به این نمونه، من تشخیص داده‌ام
پرونده شما، کریستوفر من؟ مرد سالم بود
و عاقل در شروع: همه به یکباره زمین
زیر قدمش راه داد
* * * * *
سپس - همان‌طور که بهشت لعنت بود
معطل کردن؛ بگذار زمین خیلی خوب بفهمد
چگونه بهشت در هنگام نیاز می‌تواند کار کند - سقوط کرد
ردای شعله ای، و انسان تغییر شکل نیافته
هشیاری را از سر گرفت - همان‌طور که شروع کرد
بنابراین او پایان داد و نه سرعتش را تغییر داد، نه او!
از نظر براونینگ، دیوانگی موقت اسمارت چیزی بود که به او اجازه داد در «آهنگی برای دیوید» شعری مشابه شعر جان میلتون و جان کیتس بسازد. کریستوفر اسمارت در ادامه شعر براونینگ،
صفحه نمایش را سوراخ کرد
«چیز و کلمه را بنویسید، زبانی را مستقیماً از روح روشن کنید»
بر روی زغال سنگ برهنه هیچ ورقه‌ای ریز باقی نگذاشته‌است
پخش زنده از مزرعه
اظهارات براونینگ باعث قدردانی بعدی از آهنگی برای دیوید و جنون اسمارت شد. مروری بر پارلیینگ براونینگ ادعا کرد که کریستوفر اسمارت «در اختیار سوژه‌اش بود… و جایی که مالکیت واقعی وجود دارد. – جایی که آتش تخیلات شاعر با خودآگاهی یا سوخت بیش از حد عقل خفه نمی‌شود. - خاص بودن، رفتار، و حتی فرمول‌های مرسوم برای زمان «سوخته و پاک شده» هستند.»
دانته گابریل روستی، شاعر قرن نوزدهمی، بر مزایای جنون اسمارت تأکید کرد و ادعا کرد که آهنگی برای دیوید "تنها شعر بزرگ قرن گذشته است ." دو سال بعد، فرانسیس پالگریو این موضوع را ادامه داد و نوشت که این آهنگ «وحشی نجیب و گذار از عظمت به لطافت، از زمین به آسمان» را به نمایش می‌گذارد و «در شعر ما بی نظیر است». هفت سال پس از پالگریو، منتقد جان چرتون کالینز با روستی و پالگریو موافق بود، اما تا حدی کمتر، زمانی که نوشت: «این شعر به تنهایی می‌ماند، خارق‌العاده‌ترین پدیده، شاید در ادبیات ما، همان گونه‌ای که در شعر ما وجود دارد. قرن هجدهم، کار شاعری است که اگرچه آثار زیادی داشته‌است، اما در جای دیگر حتی یک سطر که نشان دهنده قدرت نمایش داده شده در اینجا باشد، تولید نکرده‌است.»

### قرن ۲۰ و معاصر
منتقدان قرن بیستم طرفدار این دیدگاه بودند که اسمارت در هنگام نوشتن اشعارش دچار نوعی ناراحتی روانی است. بررسی توسط "ماتیوس" با عنوان "پارتیشن‌های نازک"، در ۳۰ مارس ۱۹۰۱ آکادمی، ادعا کرد که:
اکنون کریستوفر اسمارت یک شاعر بسیار گدای قرن هجدهم بود… اما کمترین ادعایی را نداشت که در کنار آن مردان بزرگ، فراتر از تجارت رایج شعر آنها قرار بگیرد. کیت اسمارت، در واقع، اگرچه او شعرهای آفت‌باری نوشت، نمی‌توانست شعر بنویسد - و نه چیز دیگری… از نظر قانونی دیوانه است؛ زیرا به نظر می‌رسد که او در حواس خود بسیار دیوانه بوده‌است و یک شهروند شایسته از آنها خارج شده‌است. او یک بار - از نظر قانونی و پزشکی - دیوانه شد و چیزی از آن بیرون نیامد، شاید به این دلیل که به اندازه کافی دیوانه نبود. سپس او دوباره دیوانه شد و به درستی در بدلم محبوس شد، یکی از بهترین طغیان‌های نبوغ غزل را در قرن هجدهم نوشت - شاید "بهترین" - قبل از ظهور بلیک… اسمارت حواس خود را بازیافت و به همین دلیل ناتوانی ناامیدکننده در نوشتن شعر و بعد از آن هرگز کاری انجام نداد.
در سال ۱۹۳۳، آلفرد ادوارد هاوسمن در کنار تفسیر براونینگ و ماتیو قرار گرفت و جنون اسمارت را با نبوغ شاعرانه در سخنرانی خود به نام و ماهیت شعر مرتبط کرد: "در واقع، شاعران انگلیسی آن عصر چه کسانی هستند که می‌توان آنها را شنید. و لهجه شاعرانه واقعی را که به وضوح از گویش معاصر بیرون می‌آید، تشخیص دهید؟ این چهار نفر: کالینز، کریستوفر اسمارت، کاوپر و بلیک. و این چهار ویژگی دیگر چه ویژگی مشترکی داشتند؟ آنها دیوانه بودند.» در سال ۱۹۹۴، برانیمیر ریگر با فاصله گرفتن اسمارت از دیگران با دیدگاه هاوسمن تفاوت داشت، زیرا او استدلال کرد که "کالینز و کاج کاوپر به عنوان افراد منزوی، به گناه از حیاتی که در نهایت انسانی نیست بلکه الهی است آگاه هستند. هوشمند فراتر از فردیت اوج می‌گیرد تا آن سرزندگی را بپذیرد، اما به قیمت تمام روابط انسانی.»
با این حال، بسیاری از افراد مخالف هستند که اسمارت دیوانه بود. ادوارد آینسورث و چارلز نویز، هنگام بحث در مورد سرود اسمارت به خدای متعال، گفتند: «ذهنی که این سرود را ساخته بود آشفته نبود. با این حال، در شعر، ذهن مذهبی بیمارگونه ای را می‌بینیم که در بی نظمی، آگنوی شادی را تولید می‌کرد، و با نظم دوباره، آهنگی برای داوود ایجاد می‌کرد. علاوه بر این، آنها ادعا کردند که اسمارت
به نظر می‌رسد که هیجان پیش از طبیعی نماز تنها انحراف ذهنی واقعی اسمارت بیچاره بوده‌است، مگر اینکه مستی او را بیمارگونه تلقی کنند. هنگامی که ذهن او به کلی از میدان نماز خارج شد، از حالت عاقل خود تغییر چندانی نداشت. قدرت عقل او، اگرچه به این ترتیب منحرف شده بود، از او گرفته نشد، و او نه هوس کرد و نه در بی حالی ذهنی فرورفت.
با این وجود، آینزورث و نویز به‌طور کامل در مورد تشخیص اسمارت تردید نداشتند، زمانی که ادامه دادند: «اما وقتی میل به دعا به او سر زد، اسمارت آنچه را که دنیا به عنوان عقلانیت انتخاب کرد، رها کرد.»
در سال ۱۹۶۰، راسل برین، متخصص مغز و اعصاب تشخیص داد که اسمارت از سیکلوتیمیا یا افسردگی شیدایی رنج می‌برد. برین تشخیص خود را بر اساس ادعاهای خود اسمارت در مورد احساسش انجام داد و به این نتیجه رسید که «در مورد اسمارت بیماری روانی ناشی از مستی او نبود، بلکه او به دلیل ناپایداری روانی مشروب می‌نوشید.» آرتور شربو، در سال ۱۹۶۷، استدلال کرد که «تشخیص ماهیت جنون اسمارت در این فاصله زمانی غیرممکن است» و سپس استدلال کرد که:
از آنجایی که خود باتی او را درمان نشده اعلام کرد، او باید در معرض توهم بوده باشد. البته نوشیدنی قوی، که اغلب به اندازه کافی و به مقدار کافی مصرف شود، چنین تأثیری خواهد داشت، اما باتی، با تمایز بین جنون «اصلی» و «نتیجهی» … تنها اجازه می‌دهد که نوشیدن بیش از حد ممکن است «بسیار رایج شود، بنابراین». علت دورتر جنون. دیگران متفاوت بودند: جان بال در «تمرین مدرن فیزیک»، ۱۷۶۰، «اضطراب ذهنی» و «مشروبات الکلی قوی شرابی یا روحی» را به عنوان «علل پیشین» جنون فهرست می‌کند. شیدایی اسمارت، هر قدر که خود را نشان می‌داد، و معمولاً خود را در دعای عمومی با صدای بلند نشان می‌داد، از مستی سرچشمه نمی‌گرفت. با این حال، با توسل مکرر به بطری تشدید شد. از قضا، همان‌طور که خانم پیوزی تشخیص داد، اگر اسمارت در خلوت خانه اش دعا می‌کرد، همه چیز برای او خوب بود.
مؤلفه مذهبی احتمالی وضعیت اسمارت توسط منتقدان قرن بیستم به عنوان توضیحی برای اینکه چرا در قرن هجدهم اسمارت را دیوانه می‌دانست، مورد توجه قرار گرفت. لارنس بینیون، در سال ۱۹۳۴، معتقد بود که مذهب نقش عمده‌ای در نگاه جامعه به اسمارت ایفا می‌کند: «به نظر می‌رسد دیوانگی اسمارت به شکل تفسیر تحت اللفظی دستور دعا بدون وقفه به خود گرفته‌است. او با اصرار و اصرار بر همراهی آنها در دعای او، بازدیدکنندگان را شرمنده می‌کرد. . . وسواس فکری ثابت شکل رایج جنون است. اما این گونه وسواس‌ها حبس روانی است؛ در حالی که آهنگ بی تردید بیانگر یک انتشار عالی است.» ایده بینیون توسط سوفیا بلیدز در سال ۱۹۶۶ پذیرفته شد، او اشاره کرد که جامعه نسبت به کسانی که شور و شوق را تجربه می‌کنند، یک ارتباط معنوی قوی با خدا تعصب دارد. او در برابر تعصبات مذهبی استدلال کرد،
علت کسوف اسمارت را می‌توان تا حدی در تعصب عصری جستجو کرد، تعصبی که در عقل پایه‌گذاری شد، اما در ترس ایجاد شد. یک واقعیت اجتناب‌ناپذیر وجود داشت که مانع هر گونه درک روشنی از کار اسمارت می‌شد - او به خاطر جنون محبوس شده بود. استفاده از یک کنایه دشوار یا تصویر غیرعادی به عنوان شاهدی بر جنون آسانتر از تفسیر آن بود. چه چیزی می‌تواند باعث شود که یک گروه اساساً منطقی از مردم چنین واکنش غیرمنطقی نشان دهند؟ تا حدی، ترس از «شوق» بود.
در قرن هجدهم، همان‌طور که بلایدز ادامه داد، این کلمه از تسخیر خدا به الهام گرفته به الهام نادرست تغییر کرد. نتیجه این تغییر این بود که جامعه بریتانیا شور و شوق را دشمن عقل و نظم اجتماعی می‌دانست. بنابراین، «هک‌نویس اسمارت، مورد استقبال مخاطبان متخاصم قرار نمی‌گرفت، اما اسمارت، مشتاق، بلافاصله محکوم می‌شد. نتیجه آشکار خواهد بود: کارهای گذشته او که قبلاً مورد تحسین قرار گرفته بود نادیده گرفته می‌شد و کارهای آینده او بلافاصله محکوم می‌شد. تاریخ شهرت معاصر اسمارت چنین بود." بلیدز در تعیین اینکه آیا اسمارت واقعاً دیوانه است یا نه، نتیجه گرفت: «در زمان اسمارت، هر نشانه ای از اشتیاق می‌توانست دلیلی برای قضاوت دیوانگی باشد… دو روایت از اسمارت و ماهیت جنون او برای ما حفظ شده‌است. هر کدام شکی را جایز می‌دانند که شاعر دیوانه بوده و در هر عصری می‌توان او را چنین تلقی کرد.»
فرانسیس اندرسون در سال ۱۹۷۴ "بیماری" اسمارت را دیوانگی و وسواس توصیف کرد، اما بر این باور بود که "دیوانگی اسمارت شامل تلاش‌های او برای اطاعت به معنای واقعی کلمه از دستور سنت پل به تسالونیکی‌ها بود:'" همانطور که اندرسون ادامه داد، اسمارت در طول دوره‌های بیماری خود «احتمالاً دچار هذیان می‌شد» اما «به نظر می‌رسید که می‌دانست چه می‌کند». اقدامات اسمارت شبیه به متدیست‌های قرن هجدهم بود که «به نماز عمومی معتاد بودند و تصور می‌شد روحیه‌ای بیش از حد پربار بود. چنین نمایش دهندگان عاطفه گرایی مذهبی اغلب نه تنها به دیوانه خانه‌های خصوصی، بلکه به بدلم نیز محدود می‌شدند. بعدها، در سال ۱۹۹۸، چارلز روزن اشاره کرد که "روشنگری شور و شوق مذهبی را برای افراد بی سواد و بزرگ نشوید محکوم کرد" و "قابل درک است که تنها شعر مذهبی اصیل و حیاتی بین سال‌های ۱۷۶۰ و ۱۸۴۰ باید توسط شاعرانی سروده می‌شد. واقعاً دیوانه از معاصرانشان: اسمارت، بلیک و هولدرلین».
گزارش‌ها در پایان قرن بیستم بر تأثیرات حبس اسمارت متمرکز بودند. کلمنت هاوز، با پیروی از تفسیر میشل فوکو از قرن هجدهم مبنی بر وجود " حیوانیت جنون، معتقد بود که اسمارت از نظر عاطفی با حیوانات به دلیل "انگ پزشکی" که از دست همنوعان خود احساس می‌کرد، در ارتباط است. کریس مونسی، که با تفسیر هاوز موافق بود، معتقد بود که درمان اسمارت «یک فرایند حیوانی است و به او آموخته بود که زبانش را نگه دارد و تا آنجا که ممکن است آرام بنشیند.» آلن اینگرام برخلاف تعبیر حیوانی، استدلال می‌کرد که جوبیلات آگنو «پدیده‌ای شاعرانه است که اگر قابل انتشار بود، ارتدوکس‌های شعری معاصر را از بین می‌برد. فرد دیوانه تحریف فاحشی از شکل انسان ارائه کرد که با این وجود اصرار داشت انسان باقی بماند، اما زبان دیوانه می‌تواند حتی آزاردهنده‌تر باشد.»